# Redaktionellt material
Redaktionellt material är material i en tidning eller tidskrift som är skapat av redaktionen, och alltså inte annons, insändare eller liknande.